# Bateria dyżurna
Bateria dyżurna – pododdział wojsk rakietowych lub artylerii znajdujący się w podwyższonym stopniu gotowości. Środki ogniowe baterii dyżurnej znajdują się na stanowiskach, a kierunek zasadniczy określony w rejon prawdopodobnego  celu. Elementy dowodzenia i obsługi znajdują się przy sprzęcie w pełnej gotowości do wykonania zadania. Bateriom dyżurnym stawia się zadanie zwalczania celów ważnych pod względem taktycznym i operacyjnym, w tym środków napadu jądrowego nieprzyjaciela.